# Cacosternum platys
Cacosternum platys is een kikkersoort uit de familie van de Pyxicephalidae. De soort werd voor het eerst wetenschappelijk beschreven door Walter Rose in 1950.
Het is een vrij veel voorkomende kikkersoort, zij het in een beperkt gebied van Zuid-Afrika, in het zuidwesten van de Kaapprovincie met relatief veel neerslag in de winter. Het verspreidingsgebied is wellicht niet groter dan 20.000 km2.